# Air-Fiji-Flug 121
Auf dem Air-Fiji-Flug 121 (Flugnummer IATA: PC121, ICAO: FAJ121) ereignete sich am 24. Juli 1999 ein schwerer Flugunfall, als eine Embraer EMB-110P1 Bandeirante der Fluggesellschaft Air Fiji durch einen unter dem Einfluss von Medikamenten und Alkohol stehenden Piloten gegen einen Berg geflogen wurde. Bei dem Zwischenfall kamen alle 17 Personen an Bord ums Leben. Es handelt sich um den schwersten Flugunfall in Fidschi.

## Maschine
Das betroffene Flugzeug war eine 1983 gebaute Embraer EMB-110P1 Bandeirante mit der Werknummer 110416. Die Maschine trug das Luftfahrzeugkennzeichen DQ-AFN. Das zweimotorige Regionalverkehrsflugzeug war mit 2 Turboproptriebwerken des Typs Pratt & Whitney Canada PT6A-34 ausgestattet. Bis zum Zeitpunkt des Unfalls hatte die Maschine eine Gesamtbetriebsleistung von 13.563 Betriebsstunden absolviert, auf die 22.411 Starts und Landungen entfielen.

## Besatzung und Passagiere
Den Flug vom Flughafen Nausori zum Flughafen Nadi hatten 15 Passagiere angetreten. Es befand sich eine zweiköpfige Besatzung an Bord, bestehend aus einem dem 27-jährigen Flugkapitän Kitione Galuinadi und dem 26-jährigen Ersten Offizier Filipe Racule. Auf dem Regionalflug waren keine Flugbegleiter vorgesehen. Die Insassen der Maschine stammen aus fünf verschiedenen Ländern:

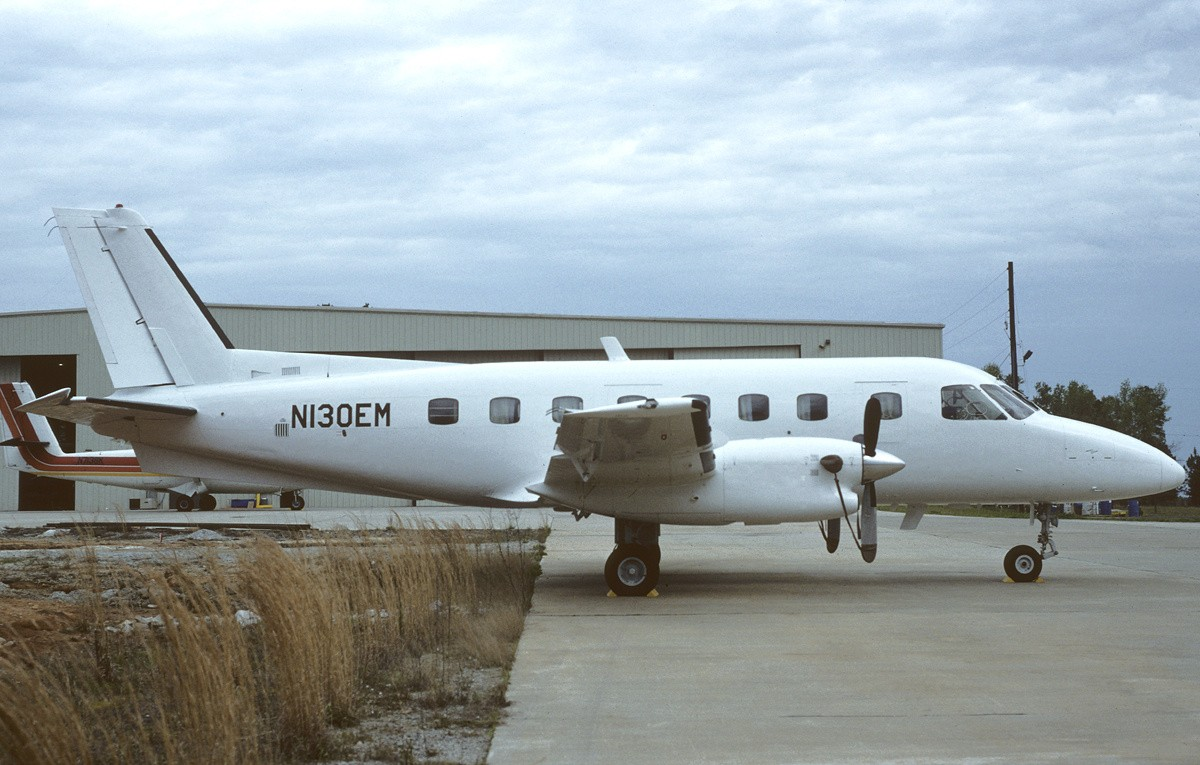
Die Unfallmaschine im Jahr 1991

| Staatsangehörigkeit | Passagiere | Besatzung | Gesamt |
| ------------------- | ---------- | --------- | ------ |
| Fidschi             | 7          | 2         | 9      |
| Australien          | 5          | -         | 5      |
| Japan               | 1          | -         | 1      |
| Volksrepublik China | 1          | -         | 1      |
| Neuseeland          | 1          | -         | 1      |
| Gesamt              | 15         | 2         | 17     |

## Unfallhergang
Der Flug wurde zu morgendlicher Stunde durchgeführt. Etwa 15 Minuten nach dem Start, kurz nach dem Sonnenaufgang, wurde die Maschine in eine Bergflanke bei Delailasakau geflogen. Gegen 08:40 Uhr ging ein erster Notruf bei der Polizei ein, bei dem der Anrufer mitteilte, dass in den Hügeln nördlich des Dorfes Nasevou ein lautes Krachen gehört wurde. Zeugen gaben an, dass sie sahen, dass das Flugzeug tief flog und kurz darauf in die Bergflanke flog. Ein Mann gab an, einen lauten Knall gehört zu haben. Dann habe er nach oben geblickt und Teile vom Leitwerk der Maschine herunterfallen sehen.

## Bergungsaktion
Die Behörden entsandten nach dem Absturz einen Suchtrupp. Kurz darauf entdeckte die Besatzung eines Hubschraubers das Wrack der Maschine. An der Unfallstelle gab es keine Überlebenden. Die meisten Körper waren schwer verstümmelt. Zeugen berichteten von inneren Organen, die an der Unfallstelle verteilt waren. Der Unfall ereignete sich in einem abgelegenen Gebiet, sodass die Bergungstrupps die sterblichen Überreste der Opfer zu Fuß abtransportieren mussten.

## Unfalluntersuchung
Die Zivilluftfahrtbehörde von Fidschi (CAAF) untersuchte mit Unterstützung des Australian Transport Safety Bureau den Unfall. Zeugen gaben an, dass vor dem Absturz des Flugzeugs Teile seines Hecks und seiner Flügel auf den Wald fielen, was zunächst auf ein mögliches Strukturversagen hinwies. Die Trümmer des Leitwerks befanden sich 300 Meter links von der Fluglinie. Dies stand im Einklang mit einem Strukturversagen vor dem Aufprall. Weitergehende Untersuchungen ergaben später, dass der Kapitän Kitione Galuinadi möglicherweise betrunken war. Galuinadis Bruder gab an, dass der Kapitän des Fluges vier Stunden vor dem Absturz Alkohol getrunken hatte. Die Untersuchung ergab auch, dass der Kapitän vor dem Flug nicht genug Schlaf hatte und vor dem Flug eine hohe Dosis an Antihistaminika, die eine sedierende Wirkung haben, zu sich genommen hatte. Die Betriebsanweisungen der Air Fiji wurden ebenfalls für unzureichend befunden.
Das Strukturversagen war Ergebnis eines Controlled flight into terrain, nachdem die Piloten die Maschine hatten unter die Sicherheitsflughöhe von 1.600 Metern absinken lassen. Die rechte Tragfläche streifte daraufhin einen Bergkamm in einer Höhe von 400 Meter. Die Maschine begann daraufhin auseinanderzubrechen und prallte 1,3 Kilometer weiter gegen den Hang eines weiteren Bergkamms. Das Leitwerk und die rechte Tragfläche wurden 150 Meter vom Hauptwrack entfernt gefunden.